# 布拉蒙
布拉蒙（法語：Blamont，法語發音：[blamɔ̃]）是法国杜省的一个市镇，位于该省东北部，属于蒙贝利亚尔区。

## 地理
布拉蒙（47°23'8"N, 6°50'53"E）面积10.06 平方千米，位于法国勃艮第-弗朗什-孔泰大區杜省，该省份为法国东部内陆省份，北起上索恩省，西接汝拉省，东部及东南部与瑞士接壤，东北部与贝尔福地区省接壤。
与布拉蒙接壤的市镇（或旧市镇、城区）包括：罗什莱布拉蒙、皮埃尔方丹-莱布拉蒙、维拉尔莱布拉蒙、达讷马里、格莱。

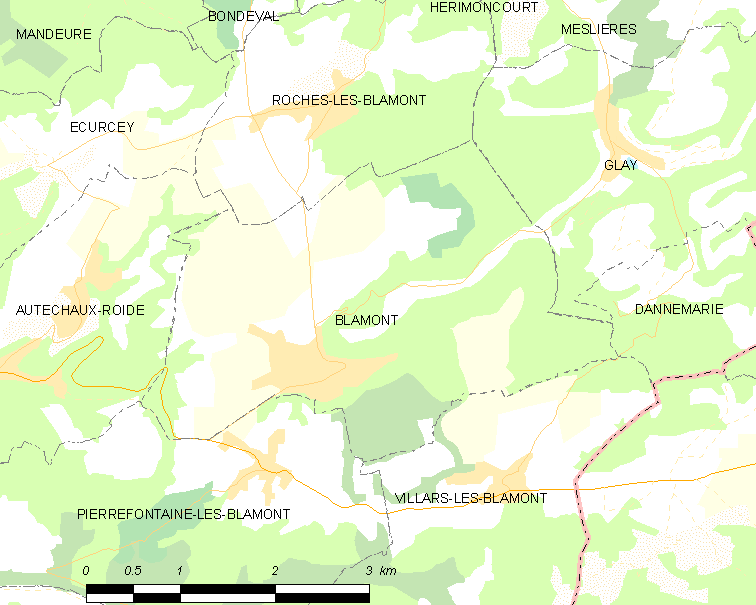
布拉蒙的OSM定位图

布拉蒙的时区为UTC+01:00、UTC+02:00（夏令时）。

## 行政
布拉蒙的邮政编码为25310，INSEE市镇编码为25063。

## 政治
布拉蒙所属的省级选区为迈什县。

## 人口

1962-2008年间布拉蒙人口变化图示

布拉蒙于2022年1月1日时的人口数量为1236人。

## 交通
杜省省道D35线和D480线在境内交汇。